# Уманець Петро Дем'янович
Уманець Петро (?-1726) — представник глухівсько-ніжинської династії Уманців.

## Життєпис
Глухівський сотник у 1760—1761 роках, бунчуковий товариш.
Батько шести доньок.
Донькові чоловіки довго сперечалися з мачухою своїх дружин за маєток, що залишився після тестя. З цих зятів вирізнявся своєю жвавістю Глухівський міщанин Роман Яненко, який потім дуже розбагатів на відкупах різних промислових податків та зумів із міщан стати бунчуковим товаришем. Завдяки своїй активності Яненко встиг захопити з тестівських маєтків увесь Сліпород.